# Bruderschaft (Band)
Bruderschaft ist ein Kollektiv für elektronische Musik unter der Leitung des in New York ansässigen DJ Rexx Arkana. Bruderschaft wurde als Wohltätigkeitsprojekt konzipiert, das sich auf die Krebsforschung und -behandlung nach dem Tod von Arkanas Vater an der Krankheit konzentriert. Das Projekt brachte eine große Anzahl von Künstlern aus der elektronischen Underground-Musikszene zusammen, um die erste Single der Band, Forever, zu produzieren. Der Song entstand durch die Zusammenarbeit von Arkana (Text), Ronan Harris (VNV Nation – Gesang), Sebastian Komor (Icon of Coil – Programmierung / Produktion), Joakim Montelius (Covenant – Samples/Loops) und Stephan Groth (Apoptygma Berzerk  – Hintergrundgesang).

## Geschichte
Nach dem Tod seines Vaters im Jahr 1999 teilte Rexx Arkana die Texte, die er für Forever schrieb, mit Ronan Harris und Joakim Montelius. Beide waren bereit dazu beizutragen, dass daraus ein richtiger Song wurde. Im Jahr 2001 diskutierte Arkana das Projekt mit Sebastian Komor, der den Basistrack, der später Forever wurde, mit den von Montelius erstellten Loops produzierte. Im Jahr 2002 stimmte Harris zu, den Lead-Gesang des Songs zu übernehmen. Stephan Groth erklärte sich bereit, den Background-Gesang beizusteuern, nachdem er eine grobe Version des Songs gehört hatte.
Die EP Forever (auch in einer limitierten 2-Disc-Edition erhältlich) wurde 2003 von RazorBurn Records in europäischer Partnerschaft mit Alfa-Matrix veröffentlicht und enthielt eine große Anzahl von Remixes, darunter von Front 242, Camouflage, Feindflug, Melotron, The Retrosic, Negative Format, Angels & Agony, Colony 5, Lights of Euphoria, davaNtage, Grendel, Punto Omega, [:SITD:].
Entsprechend dem Gründungskonzept des Projekts wurden alle Nettogewinne aus dem weltweiten Verkauf der CD durch den Erlös lokaler Release-Partys in Städten auf der ganzen Welt erhöht, wodurch fast 50.000 US-Dollar für wohltätige Zwecke gesammelt wurden.
2005 arbeitete die Bruderschaft an Return, der zweiten Veröffentlichung der Band, die jedoch nicht zustande kam. Die erneute Entstehung der der Gruppe sollte die Programmiertalente des Altmitglieds Sebastian Komor mit dem Newcomer Johann Sebastian (State of the Union – Komponist), dem neuen Sänger Tom Shear (Assemblage 23) und Texter Rexx Arkana (FGFC820) vereinen.
Das zweite neue Original der Band, Trigger, enthält Musik von Arkana und Forever -Remixer und FGFC820-Mitglied Dräcos und System Syn Gründer und Sänger Clint Carney. Am 21. Januar 2009 wurde bekannt gegeben, dass der Song als Teil einer EP veröffentlicht werden soll.
Die Band trat 2011 beim Kinetik Festival auf und spielte unveröffentlichtes Material mit Tom Shear, Clint Carney und dem Gründer und Sänger Daniel Graves von Aesthetic Perfection.
2013 kehrte die Bruderschaft mit der Single Falling mit Daniel Myer von Haujobb als Sänger zurück. Gleichzeitig kündigte das Kollektiv an, dass ihre EP Return später im selben Jahr über das Alfa Matrix Label veröffentlicht werden wird. Return wurde im November 2013 als CD mit neun Songs veröffentlicht. Einige Versionen enthalten eine Bonus-CD mit Remixen.

## Diskografie
- 2003: Forever
- 2013: Return
- 2013: Falling